# Lista över fornlämningar i Täby kommun
Lista över fornlämningar i Täby kommun är en förteckning av ett urval av de fornlämningar som finns i Täby kommun.

## Täby
| Namn                                  | Lämningstyp                      | Tillkomsttid | Historisk indelning | Plats      | Läge                 | ID-nr          | Bild                                      |
| ------------------------------------- | -------------------------------- | ------------ | ------------------- | ---------- | -------------------- | -------------- | ----------------------------------------- |
| U 160 (Täby 1:1)                      | Runristning                      |              | Täby, Uppland       |            | 59.507890, 18.009456 | 10010400010001 | Ladda upp en till bild av detta fornminne |
| U 161 (Täby 2:1)                      | Runristning                      |              | Täby, Uppland       |            | 59.507488, 18.010909 | 10010400020001 | Ladda upp en till bild av detta fornminne |
| Täby 3:1                              | Gravfält                         |              | Täby, Uppland       |            | 59.501601, 18.016363 | 10010400030001 | Ladda upp en bild av detta fornminne      |
| U 165, Jarlabankes bro (Täby 4:1)     | Runristning                      |              | Täby, Uppland       |            | 59.499358, 18.063524 | 10010400040001 | Ladda upp en till bild av detta fornminne |
| U 164, Jarlabankes bro (Täby 4:2)     | Runristning                      |              | Täby, Uppland       |            | 59.499391, 18.063331 | 10010400040002 | Ladda upp en till bild av detta fornminne |
| Täby 5:1                              | Gravfält                         |              | Täby, Uppland       |            | 59.498897, 18.035787 | 10010400050001 | Ladda upp en bild av detta fornminne      |
| Kung Eriks Hus (Täby 6:1)             | Gravfält                         |              | Täby, Uppland       |            | 59.500156, 18.021677 | 10010400060001 | Ladda upp en bild av detta fornminne      |
| Täby 7:1                              | Stensättning                     |              | Täby, Uppland       |            | 59.499349, 17.998911 | 10010400070001 | Ladda upp en bild av detta fornminne      |
| Täby 8:1                              | Gravfält                         |              | Täby, Uppland       |            | 59.496209, 18.046101 | 10010400080001 | Ladda upp en bild av detta fornminne      |
| Täby 10:1                             | Stensättning                     |              | Täby, Uppland       |            | 59.493332, 18.040430 | 10010400100001 | Ladda upp en bild av detta fornminne      |
| Täby 11:1                             | Gravfält                         |              | Täby, Uppland       |            | 59.494431, 17.991641 | 10010400110001 | Ladda upp en bild av detta fornminne      |
| Täby 12:1                             | Gravfält                         |              | Täby, Uppland       |            | 59.490220, 18.077832 | 10010400120001 | Ladda upp en bild av detta fornminne      |
| Täby 13:1                             | Gravfält                         |              | Täby, Uppland       |            | 59.494203, 17.993557 | 10010400130001 | Ladda upp en bild av detta fornminne      |
| Täby 14:1                             | Gravfält                         |              | Täby, Uppland       |            | 59.494428, 17.998893 | 10010400140001 | Ladda upp en bild av detta fornminne      |
| U 133 (del av) (Täby 15:1)            | Runristning                      |              | Täby, Uppland       | Täby kyrka | 59.490597, 18.056805 | 10010400150001 | Ladda upp en till bild av detta fornminne |
| U 133 (del av) (Täby 15:2)            | Runristning                      |              | Täby, Uppland       | Täby kyrka | 59.490658, 18.056466 | 10010400150002 | Ladda upp en till bild av detta fornminne |
| Täby 17:1                             | Gravfält                         |              | Täby, Uppland       |            | 59.494064, 17.990864 | 10010400170001 | Ladda upp en bild av detta fornminne      |
| Täby 18:1                             | Stensättning                     |              | Täby, Uppland       |            | 59.490836, 18.043279 | 10010400180001 | Ladda upp en bild av detta fornminne      |
| Täby 18:2                             | Stensättning                     |              | Täby, Uppland       |            | 59.490944, 18.043267 | 10010400180002 | Ladda upp en bild av detta fornminne      |
| Täby 19:1                             | Gravfält                         |              | Täby, Uppland       |            | 59.488737, 18.077488 | 10010400190001 | Ladda upp en bild av detta fornminne      |
| Täby 20:1                             | Stensättning                     |              | Täby, Uppland       |            | 59.492828, 17.986707 | 10010400200001 | Ladda upp en bild av detta fornminne      |
| Täby 21:1                             | Hög                              |              | Täby, Uppland       |            | 59.493319, 17.990258 | 10010400210001 | Ladda upp en bild av detta fornminne      |
| Täby 22:1                             | Gravfält                         |              | Täby, Uppland       |            | 59.489842, 18.041427 | 10010400220001 | Ladda upp en bild av detta fornminne      |
| Täby 23:1                             | Hög                              |              | Täby, Uppland       |            | 59.487289, 18.081179 | 10010400230001 | Ladda upp en bild av detta fornminne      |
| Täby 23:2                             | Hög                              |              | Täby, Uppland       |            | 59.487409, 18.081647 | 10010400230002 | Ladda upp en bild av detta fornminne      |
| Täby 23:3                             | Stensättning                     |              | Täby, Uppland       |            | 59.487497, 18.081365 | 10010400230003 | Ladda upp en bild av detta fornminne      |
| Täby 23:4                             | Stensättning                     |              | Täby, Uppland       |            | 59.487622, 18.081357 | 10010400230004 | Ladda upp en bild av detta fornminne      |
| Täby 24:1                             | Stensättning                     |              | Täby, Uppland       |            | 59.490254, 17.999427 | 10010400240001 | Ladda upp en bild av detta fornminne      |
| Täby 26:1                             | Gravfält                         |              | Täby, Uppland       |            | 59.484102, 18.088158 | 10010400260001 | Ladda upp en bild av detta fornminne      |
| Täby 27:1                             | Gravfält                         |              | Täby, Uppland       |            | 59.484952, 18.073746 | 10010400270001 | Ladda upp en bild av detta fornminne      |
| Täby 28:1                             | Gravfält                         |              | Täby, Uppland       |            | 59.485540, 18.014103 | 10010400280001 | Ladda upp en bild av detta fornminne      |
| Täby 29:1                             | Gravfält                         |              | Täby, Uppland       |            | 59.483603, 18.076164 | 10010400290001 | Ladda upp en bild av detta fornminne      |
| Täby 30:1                             | Röse                             |              | Täby, Uppland       |            | 59.481519, 18.091126 | 10010400300001 | Ladda upp en bild av detta fornminne      |
| Täby 31:1                             | Gravfält                         |              | Täby, Uppland       |            | 59.481882, 18.101452 | 10010400310001 | Ladda upp en bild av detta fornminne      |
| Täby 32:1                             | Gravfält                         |              | Täby, Uppland       |            | 59.485260, 18.013543 | 10010400320001 | Ladda upp en bild av detta fornminne      |
| U 150 (Täby 33:1)                     | Runristning                      |              | Täby, Uppland       |            | 59.482282, 18.048237 | 10010400330001 | Ladda upp en till bild av detta fornminne |
| Täby 34:1                             | Gravfält                         |              | Täby, Uppland       |            | 59.482115, 18.053439 | 10010400340001 | Ladda upp en bild av detta fornminne      |
| Täby 35:1                             | Gravfält                         |              | Täby, Uppland       |            | 59.481800, 18.040657 | 10010400350001 | Ladda upp en bild av detta fornminne      |
| Täby 36:1                             | Gravfält                         |              | Täby, Uppland       |            | 59.481650, 18.046299 | 10010400360001 | Ladda upp en till bild av detta fornminne |
| Kung Eriks Hus (Täby 37:1)            | Gravfält                         |              | Täby, Uppland       |            | 59.482904, 18.013722 | 10010400370001 | Ladda upp en till bild av detta fornminne |
| Täby 38:1                             | Gravfält                         |              | Täby, Uppland       |            | 59.482699, 18.018915 | 10010400380001 | Ladda upp en bild av detta fornminne      |
| Täby 39:1                             | Stensättning                     |              | Täby, Uppland       |            | 59.481027, 18.062658 | 10010400390001 | Ladda upp en bild av detta fornminne      |
| Täby 39:2                             | Stensättning                     |              | Täby, Uppland       |            | 59.480877, 18.062955 | 10010400390002 | Ladda upp en bild av detta fornminne      |
| Täby 40:1                             | Stensättning                     |              | Täby, Uppland       |            | 59.478127, 18.107964 | 10010400400001 | Ladda upp en bild av detta fornminne      |
| Täby 41:1                             | Gravfält                         |              | Täby, Uppland       |            | 59.480790, 18.034190 | 10010400410001 | Ladda upp en bild av detta fornminne      |
| U 151 (Täby 42:1)                     | Runristning                      |              | Täby, Uppland       | Broby bro  | 59.481018, 18.045418 | 10010400420001 | Ladda upp en till bild av detta fornminne |
| U 139 (Täby 42:2)                     | Runristning                      |              | Täby, Uppland       | Broby bro  | 59.480998, 18.045246 | 10010400420002 | Ladda upp en till bild av detta fornminne |
| U 140 (Täby 42:3)                     | Runristning                      |              | Täby, Uppland       | Broby bro  | 59.480932, 18.045165 | 10010400420003 | Ladda upp en till bild av detta fornminne |
| U 135 (Täby 42:4)                     | Runristning                      |              | Täby, Uppland       | Broby bro  | 59.480859, 18.044353 | 10010400420004 | Ladda upp en till bild av detta fornminne |
| U 137 (Täby 42:5)                     | Runristning                      |              | Täby, Uppland       | Broby bro  | 59.480676, 18.043881 | 10010400420005 | Ladda upp en till bild av detta fornminne |
| U 136 (Täby 42:6)                     | Runristning                      |              | Täby, Uppland       | Broby bro  | 59.480561, 18.043657 | 10010400420006 | Ladda upp en till bild av detta fornminne |
| Broby bro (Täby 42:7)                 | Stensättning                     |              | Täby, Uppland       |            | 59.480888, 18.045412 | 10010400420007 | Ladda upp en bild av detta fornminne      |
| Täby 43:1                             | Stensättning                     |              | Täby, Uppland       |            | 59.479815, 18.059294 | 10010400430001 | Ladda upp en bild av detta fornminne      |
| U 142 (Täby 44:1)                     | Runristning                      |              | Täby, Uppland       |            | 59.481775, 18.014613 | 10010400440001 | Ladda upp en till bild av detta fornminne |
| Täby 45:1                             | Gravfält                         |              | Täby, Uppland       |            | 59.480414, 18.039152 | 10010400450001 | Ladda upp en bild av detta fornminne      |
| U 145 (Täby 46:1)                     | Runristning                      |              | Täby, Uppland       |            | 59.480642, 18.015099 | 10010400460001 | Ladda upp en till bild av detta fornminne |
| U 146 (Täby 46:2)                     | Runristning                      |              | Täby, Uppland       |            | 59.480716, 18.015302 | 10010400460002 | Ladda upp en till bild av detta fornminne |
| Täby 47:1                             | Gravfält                         |              | Täby, Uppland       |            | 59.479553, 18.041047 | 10010400470001 | Ladda upp en bild av detta fornminne      |
| Täby 48:1                             | Gravfält                         |              | Täby, Uppland       |            | 59.479451, 18.051268 | 10010400480001 | Ladda upp en bild av detta fornminne      |
| Täby 49:1                             | Gravfält                         |              | Täby, Uppland       |            | 59.478764, 18.058721 | 10010400490001 | Ladda upp en bild av detta fornminne      |
| Täby 49:2                             | Stensättning                     |              | Täby, Uppland       |            | 59.478443, 18.059982 | 10010400490002 | Ladda upp en bild av detta fornminne      |
| Täby 50:1                             | Gravfält                         |              | Täby, Uppland       |            | 59.477303, 18.095609 | 10010400500001 | Ladda upp en bild av detta fornminne      |
| Täby 51:1                             | Stensättning                     |              | Täby, Uppland       |            | 59.479659, 18.022505 | 10010400510001 | Ladda upp en bild av detta fornminne      |
| Täby 52:1                             | Gravfält                         |              | Täby, Uppland       |            | 59.478223, 18.030838 | 10010400520001 | Ladda upp en bild av detta fornminne      |
| Täby 53:1                             | Hög                              |              | Täby, Uppland       |            | 59.477511, 18.059364 | 10010400530001 | Ladda upp en bild av detta fornminne      |
| U 163 (Täby 54:1)                     | Runristning                      |              | Täby, Uppland       |            | 59.477981, 18.033981 | 10010400540001 | Ladda upp en till bild av detta fornminne |
| Täby 55:1                             | Gravfält                         |              | Täby, Uppland       |            | 59.476295, 18.098293 | 10010400550001 | Ladda upp en bild av detta fornminne      |
| Täby 56:1                             | Röse                             |              | Täby, Uppland       |            | 59.475296, 18.107210 | 10010400560001 | Ladda upp en bild av detta fornminne      |
| Täby 57:1                             | Gravfält                         |              | Täby, Uppland       |            | 59.476934, 18.060001 | 10010400570001 | Ladda upp en bild av detta fornminne      |
| Täby 58:1                             | Gravfält                         |              | Täby, Uppland       |            | 59.475303, 18.095366 | 10010400580001 | Ladda upp en bild av detta fornminne      |
| Täby 59:1                             | Stensättning                     |              | Täby, Uppland       |            | 59.477992, 18.018583 | 10010400590001 | Ladda upp en bild av detta fornminne      |
| Täby 60:1                             | Gravfält                         |              | Täby, Uppland       |            | 59.477131, 18.033328 | 10010400600001 | Ladda upp en bild av detta fornminne      |
| Täby 62:1                             | Gravfält                         |              | Täby, Uppland       |            | 59.477207, 18.025621 | 10010400620001 | Ladda upp en bild av detta fornminne      |
| Täby 63:1                             | Gravfält                         |              | Täby, Uppland       |            | 59.473199, 18.119685 | 10010400630001 | Ladda upp en bild av detta fornminne      |
| Täby 64:1                             | Grav- och boplatsområde          |              | Täby, Uppland       |            | 59.472031, 18.127034 | 10010400640001 | Ladda upp en bild av detta fornminne      |
| Täby 65:1                             | Gravfält                         |              | Täby, Uppland       |            | 59.470059, 18.133589 | 10010400650001 | Ladda upp en bild av detta fornminne      |
| Täby 67:1                             | Röse                             |              | Täby, Uppland       |            | 59.471496, 18.118507 | 10010400670001 | Ladda upp en bild av detta fornminne      |
| Täby 67:2                             | Stensättning                     |              | Täby, Uppland       |            | 59.471307, 18.118526 | 10010400670002 | Ladda upp en bild av detta fornminne      |
| Täby 68:1                             | Gravfält                         |              | Täby, Uppland       |            | 59.471159, 18.121760 | 10010400680001 | Ladda upp en bild av detta fornminne      |
| Täby 69:1                             | Gravfält                         |              | Täby, Uppland       |            | 59.474498, 18.046084 | 10010400690001 | Ladda upp en bild av detta fornminne      |
| Täby 70:1                             | Gravfält                         |              | Täby, Uppland       |            | 59.473256, 18.053355 | 10010400700001 | Ladda upp en bild av detta fornminne      |
| Täby 73:1                             | Gravfält                         |              | Täby, Uppland       |            | 59.469528, 18.121189 | 10010400730001 | Ladda upp en bild av detta fornminne      |
| U 152 (Täby 74:1)                     | Runristning                      |              | Täby, Uppland       |            | 59.473600, 18.020696 | 10010400740001 | Ladda upp en till bild av detta fornminne |
| U 153 (Täby 74:2)                     | Runristning                      |              | Täby, Uppland       |            | 59.473255, 18.020915 | 10010400740002 | Ladda upp en till bild av detta fornminne |
| U 154 (Täby 74:3)                     | Runristning                      |              | Täby, Uppland       |            | 59.473890, 18.020826 | 10010400740003 | Ladda upp en till bild av detta fornminne |
| U 155 (Täby 74:4)                     | Runristning                      |              | Täby, Uppland       |            | 59.473229, 18.021111 | 10010400740004 | Ladda upp en till bild av detta fornminne |
| Täby 76:1                             | Gravfält                         |              | Täby, Uppland       |            | 59.473356, 18.004070 | 10010400760001 | Ladda upp en bild av detta fornminne      |
| Täby 78:1                             | Stensättning                     |              | Täby, Uppland       |            | 59.472312, 18.009820 | 10010400780001 | Ladda upp en bild av detta fornminne      |
| Täby 79:1                             | Gravfält                         |              | Täby, Uppland       |            | 59.468823, 18.119414 | 10010400790001 | Ladda upp en bild av detta fornminne      |
| Täby 80:1                             | Gravfält                         |              | Täby, Uppland       |            | 59.471022, 18.020898 | 10010400800001 | Ladda upp en bild av detta fornminne      |
| Täby 81:1                             | Stensättning                     |              | Täby, Uppland       |            | 59.472898, 18.007484 | 10010400810001 | Ladda upp en bild av detta fornminne      |
| Täby 81:2                             | Stensättning                     |              | Täby, Uppland       |            | 59.472821, 18.007374 | 10010400810002 | Ladda upp en bild av detta fornminne      |
| Täby 82:1                             | Gravfält                         |              | Täby, Uppland       |            | 59.472590, 18.016673 | 10010400820001 | Ladda upp en bild av detta fornminne      |
| Täby 83:1                             | Gravfält                         |              | Täby, Uppland       |            | 59.471608, 18.013645 | 10010400830001 | Ladda upp en bild av detta fornminne      |
| Täby 84:1                             | Stensättning                     |              | Täby, Uppland       |            | 59.469141, 18.096063 | 10010400840001 | Ladda upp en bild av detta fornminne      |
| Täby 85:1                             | Gravfält                         |              | Täby, Uppland       |            | 59.470311, 18.039706 | 10010400850001 | Ladda upp en bild av detta fornminne      |
| Täby 86:1                             | Stensättning                     |              | Täby, Uppland       |            | 59.469357, 18.059809 | 10010400860001 | Ladda upp en bild av detta fornminne      |
| Täby 87:1                             | Stensättning                     |              | Täby, Uppland       |            | 59.471786, 18.001479 | 10010400870001 | Ladda upp en bild av detta fornminne      |
| Täby 87:2                             | Stensättning                     |              | Täby, Uppland       |            | 59.471705, 18.001464 | 10010400870002 | Ladda upp en bild av detta fornminne      |
| Täby 87:3                             | Stensättning                     |              | Täby, Uppland       |            | 59.471268, 18.001286 | 10010400870003 | Ladda upp en bild av detta fornminne      |
| Täby 87:4                             | Stensättning                     |              | Täby, Uppland       |            | 59.470947, 18.001163 | 10010400870004 | Ladda upp en bild av detta fornminne      |
| Täby 88:1                             | Gravfält                         |              | Täby, Uppland       |            | 59.470287, 18.028199 | 10010400880001 | Ladda upp en bild av detta fornminne      |
| Täby 89:1                             | Gravfält                         |              | Täby, Uppland       |            | 59.467241, 18.093952 | 10010400890001 | Ladda upp en bild av detta fornminne      |
| Täby 90:1                             | Gravfält                         |              | Täby, Uppland       |            | 59.466256, 18.114496 | 10010400900001 | Ladda upp en bild av detta fornminne      |
| Täby 91:1                             | Stensättning                     |              | Täby, Uppland       |            | 59.464870, 18.140211 | 10010400910001 | Ladda upp en bild av detta fornminne      |
| Täby 92:1                             | Gravfält                         |              | Täby, Uppland       |            | 59.464136, 18.137641 | 10010400920001 | Ladda upp en bild av detta fornminne      |
| U 143 (Täby 93:1)                     | Runristning                      |              | Täby, Uppland       |            | 59.468446, 18.016193 | 10010400930001 | Ladda upp en till bild av detta fornminne |
| U 144 (Täby 93:2)                     | Runristning                      |              | Täby, Uppland       |            | 59.468144, 18.016009 | 10010400930002 | Ladda upp en till bild av detta fornminne |
| Täby 96:1                             | Grav- och boplatsområde          |              | Täby, Uppland       |            | 59.464664, 18.090324 | 10010400960001 | Ladda upp en bild av detta fornminne      |
| Skansberget (Täby 100:1)              | Fornborg                         |              | Täby, Uppland       |            | 59.460562, 18.108237 | 10010401000001 | Ladda upp en till bild av detta fornminne |
| Täby 102:1                            | Gravfält                         |              | Täby, Uppland       |            | 59.458430, 18.140378 | 10010401020001 | Ladda upp en bild av detta fornminne      |
| Täby 104:1                            | Gravfält                         |              | Täby, Uppland       |            | 59.457876, 18.111506 | 10010401040001 | Ladda upp en till bild av detta fornminne |
| Täby 105:1                            | Gravfält                         |              | Täby, Uppland       |            | 59.457444, 18.114764 | 10010401050001 | Ladda upp en bild av detta fornminne      |
| Täby 107:1                            | Gravfält                         |              | Täby, Uppland       |            | 59.460107, 18.010936 | 10010401070001 | Ladda upp en bild av detta fornminne      |
| Täby 108:1                            | Gravfält                         |              | Täby, Uppland       |            | 59.454951, 18.114110 | 10010401080001 | Ladda upp en bild av detta fornminne      |
| Täby 109:1                            | Stensättning                     |              | Täby, Uppland       |            | 59.454564, 18.082508 | 10010401090001 | Ladda upp en bild av detta fornminne      |
| U 148 (Täby 113:1)                    | Runristning                      |              | Täby, Uppland       |            | 59.455376, 18.003531 | 10010401130001 | Ladda upp en till bild av detta fornminne |
| U 147 (Täby 114:1)                    | Runristning                      |              | Täby, Uppland       |            | 59.455275, 17.998664 | 10010401140001 | Ladda upp en till bild av detta fornminne |
| Täby 115:1                            | Gravfält                         |              | Täby, Uppland       |            | 59.451268, 18.088564 | 10010401150001 | Ladda upp en bild av detta fornminne      |
| Täby 117:1                            | Stensättning                     |              | Täby, Uppland       |            | 59.453023, 18.094062 | 10010401170001 | Ladda upp en bild av detta fornminne      |
| Täby 118:1                            | Gravfält                         |              | Täby, Uppland       |            | 59.450881, 18.078423 | 10010401180001 | Ladda upp en bild av detta fornminne      |
| Täby 119:1                            | Fornborg                         |              | Täby, Uppland       |            | 59.449240, 18.058794 | 10010401190001 | Ladda upp en bild av detta fornminne      |
| Täby 120:1                            | Gravfält                         |              | Täby, Uppland       |            | 59.450070, 18.090914 | 10010401200001 | Ladda upp en bild av detta fornminne      |
| Täby 121:1                            | Stensättning                     |              | Täby, Uppland       |            | 59.448665, 18.110897 | 10010401210001 | Ladda upp en bild av detta fornminne      |
| Täby 128:1                            | Gravfält                         |              | Täby, Uppland       |            | 59.446367, 18.100407 | 10010401280001 | Ladda upp en bild av detta fornminne      |
| Täby 129:1                            | Gravfält                         |              | Täby, Uppland       |            | 59.445780, 18.083029 | 10010401290001 | Ladda upp en bild av detta fornminne      |
| Täby 132:1                            | Gravfält                         |              | Täby, Uppland       |            | 59.443527, 18.106715 | 10010401320001 | Ladda upp en bild av detta fornminne      |
| Täby 133:1                            | Gravfält                         |              | Täby, Uppland       |            | 59.442624, 18.102410 | 10010401330001 | Ladda upp en bild av detta fornminne      |
| Täby 135:1                            | Gravfält                         |              | Täby, Uppland       |            | 59.442816, 18.074591 | 10010401350001 | Ladda upp en bild av detta fornminne      |
| Täby 136:1                            | Gravfält                         |              | Täby, Uppland       |            | 59.441998, 18.071014 | 10010401360001 | Ladda upp en bild av detta fornminne      |
| Täby 139:1                            | Röse                             |              | Täby, Uppland       |            | 59.436629, 18.134087 | 10010401390001 | Ladda upp en bild av detta fornminne      |
| Täby 140:1                            | Gravfält                         |              | Täby, Uppland       |            | 59.436523, 18.061966 | 10010401400001 | Ladda upp en bild av detta fornminne      |
| U THS10;58 (Täby 142:1)               | Runristning                      |              | Täby, Uppland       |            | 59.433298, 18.065783 | 10010401420001 | Ladda upp en till bild av detta fornminne |
| Täby 144:1                            | Gravfält                         |              | Täby, Uppland       |            | 59.430920, 18.081779 | 10010401440001 | Ladda upp en bild av detta fornminne      |
| Täby 146:2                            | Stensättning                     |              | Täby, Uppland       |            | 59.487271, 18.127630 | 10010401460002 | Ladda upp en bild av detta fornminne      |
| Täby 147:1                            | Röse                             |              | Täby, Uppland       |            | 59.488335, 18.044505 | 10010401470001 | Ladda upp en bild av detta fornminne      |
| Täby 149:1                            | Gravfält                         |              | Täby, Uppland       |            | 59.482494, 18.064904 | 10010401490001 | Ladda upp en bild av detta fornminne      |
| Täby 150:1                            | Stensättning                     |              | Täby, Uppland       |            | 59.486142, 18.076357 | 10010401500001 | Ladda upp en bild av detta fornminne      |
| Täby 150:2                            | Stensättning                     |              | Täby, Uppland       |            | 59.486255, 18.076444 | 10010401500002 | Ladda upp en bild av detta fornminne      |
| Täby 150:3                            | Stensättning                     |              | Täby, Uppland       |            | 59.485948, 18.075942 | 10010401500003 | Ladda upp en bild av detta fornminne      |
| Täby 150:4                            | Stensättning                     |              | Täby, Uppland       |            | 59.485956, 18.075695 | 10010401500004 | Ladda upp en bild av detta fornminne      |
| Täby 152:1                            | Stensättning                     |              | Täby, Uppland       |            | 59.496564, 18.050906 | 10010401520001 | Ladda upp en bild av detta fornminne      |
| Täby 157:1                            | Stensättning                     |              | Täby, Uppland       |            | 59.472277, 18.027800 | 10010401570001 | Ladda upp en bild av detta fornminne      |
| Täby 158:1                            | Gravfält                         |              | Täby, Uppland       |            | 59.469490, 18.114548 | 10010401580001 | Ladda upp en bild av detta fornminne      |
| Täby 161:1                            | Stensättning                     |              | Täby, Uppland       |            | 59.466388, 18.014677 | 10010401610001 | Ladda upp en bild av detta fornminne      |
| Täby 165:1                            | Gravfält                         |              | Täby, Uppland       |            | 59.486673, 18.125257 | 10010401650001 | Ladda upp en bild av detta fornminne      |
| Täby 168:1                            | Gravfält                         |              | Täby, Uppland       |            | 59.430627, 18.078521 | 10010401680001 | Ladda upp en bild av detta fornminne      |
| Täby 169:1                            | Gravfält                         |              | Täby, Uppland       |            | 59.428919, 18.081516 | 10010401690001 | Ladda upp en bild av detta fornminne      |
| Täby 172:1                            | Stensättning                     |              | Täby, Uppland       |            | 59.502238, 18.020667 | 10010401720001 | Ladda upp en bild av detta fornminne      |
| Täby 173:1                            | Gravfält                         |              | Täby, Uppland       |            | 59.480175, 18.016123 | 10010401730001 | Ladda upp en bild av detta fornminne      |
| Täby 174:1                            | Stensättning                     |              | Täby, Uppland       |            | 59.477347, 18.020930 | 10010401740001 | Ladda upp en bild av detta fornminne      |
| Täby 175:1                            | Gravfält                         |              | Täby, Uppland       |            | 59.484389, 18.045706 | 10010401750001 | Ladda upp en bild av detta fornminne      |
| Täby 176:1                            | Stensättning                     |              | Täby, Uppland       |            | 59.446362, 18.047628 | 10010401760001 | Ladda upp en bild av detta fornminne      |
| Täby 180:1                            | Gravfält                         |              | Täby, Uppland       |            | 59.489677, 18.068680 | 10010401800001 | Ladda upp en bild av detta fornminne      |
| Täby 181:1                            | Gravfält                         |              | Täby, Uppland       |            | 59.491263, 18.070140 | 10010401810001 | Ladda upp en bild av detta fornminne      |
| Täby 182:1                            | Gravfält                         |              | Täby, Uppland       |            | 59.490303, 18.064798 | 10010401820001 | Ladda upp en bild av detta fornminne      |
| Täby 184:1                            | Hög                              |              | Täby, Uppland       |            | 59.498279, 18.005457 | 10010401840001 | Ladda upp en bild av detta fornminne      |
| Täby 189:1                            | Gravfält                         |              | Täby, Uppland       |            | 59.486386, 18.123505 | 10010401890001 | Ladda upp en bild av detta fornminne      |
| Täby 194:1                            | Stensättning                     |              | Täby, Uppland       |            | 59.493173, 17.987905 | 10010401940001 | Ladda upp en bild av detta fornminne      |
| Täby 199:1                            | Stensättning                     |              | Täby, Uppland       |            | 59.469818, 18.023062 | 10010401990001 | Ladda upp en bild av detta fornminne      |
| Täby 201:1                            | Stensättning                     |              | Täby, Uppland       |            | 59.497015, 17.996125 | 10010402010001 | Ladda upp en bild av detta fornminne      |
| Täby 203:1                            | Stensättning                     |              | Täby, Uppland       |            | 59.494773, 17.997829 | 10010402030001 | Ladda upp en bild av detta fornminne      |
| Täby 207:1                            | Gravfält                         |              | Täby, Uppland       |            | 59.470267, 18.011360 | 10010402070001 | Ladda upp en bild av detta fornminne      |
| Täby 208:1                            | Gravfält                         |              | Täby, Uppland       |            | 59.461111, 18.090426 | 10010402080001 | Ladda upp en bild av detta fornminne      |
| Täby 209:1                            | Gravfält                         |              | Täby, Uppland       |            | 59.457850, 18.097427 | 10010402090001 | Ladda upp en bild av detta fornminne      |
| Täby 211:1                            | Stensättning                     |              | Täby, Uppland       |            | 59.444767, 18.100475 | 10010402110001 | Ladda upp en bild av detta fornminne      |
| Täby 211:2                            | Stensättning                     |              | Täby, Uppland       |            | 59.444927, 18.100550 | 10010402110002 | Ladda upp en bild av detta fornminne      |
| Täby 211:3                            | Stensättning                     |              | Täby, Uppland       |            | 59.444892, 18.100862 | 10010402110003 | Ladda upp en bild av detta fornminne      |
| Täby 212:1                            | Stensättning                     |              | Täby, Uppland       |            | 59.467071, 18.070130 | 10010402120001 | Ladda upp en bild av detta fornminne      |
| U Fv1976;99 (Täby 217:1)              | Runristning                      |              | Täby, Uppland       |            | 59.470511, 18.125795 | 10010402170001 | Ladda upp en bild av detta fornminne      |
| Täby 218:1                            | Gravfält                         |              | Täby, Uppland       |            | 59.498423, 18.001585 | 10010402180001 | Ladda upp en bild av detta fornminne      |
| Täby 219:1                            | Stensättning                     |              | Täby, Uppland       |            | 59.472735, 18.011939 | 10010402190001 | Ladda upp en bild av detta fornminne      |
| Täby 236:1                            | Stensättning                     |              | Täby, Uppland       |            | 59.463739, 18.011269 | 10010402360001 | Ladda upp en bild av detta fornminne      |
| Täby 236:2                            | Stensättning                     |              | Täby, Uppland       |            | 59.463468, 18.011524 | 10010402360002 | Ladda upp en bild av detta fornminne      |
| Täby 237:1                            | Stensättning                     |              | Täby, Uppland       |            | 59.494054, 18.001021 | 10010402370001 | Ladda upp en bild av detta fornminne      |
| Täby 240:1                            | Stensättning                     |              | Täby, Uppland       |            | 59.500767, 17.996872 | 10010402400001 | Ladda upp en bild av detta fornminne      |
| Täby 241:1                            | Stensättning                     |              | Täby, Uppland       |            | 59.500097, 17.991875 | 10010402410001 | Ladda upp en bild av detta fornminne      |
| Täby 241:2                            | Stensättning                     |              | Täby, Uppland       |            | 59.499540, 17.992012 | 10010402410002 | Ladda upp en bild av detta fornminne      |
| Täby 242:1                            | Stensättning                     |              | Täby, Uppland       |            | 59.494909, 18.006626 | 10010402420001 | Ladda upp en bild av detta fornminne      |
| Täby 243:1                            | Stensättning                     |              | Täby, Uppland       |            | 59.495045, 17.992906 | 10010402430001 | Ladda upp en bild av detta fornminne      |
| Täby 247:1                            | Stensättning                     |              | Täby, Uppland       |            | 59.480074, 18.017562 | 10010402470001 | Ladda upp en bild av detta fornminne      |
| Täby 249:1                            | Husgrund, förhistorisk/medeltida |              | Täby, Uppland       |            | 59.463353, 18.010175 | 10010402490001 | Ladda upp en bild av detta fornminne      |
| Täby 251:1                            | Gravfält                         |              | Täby, Uppland       |            | 59.444042, 18.034942 | 10010402510001 | Ladda upp en bild av detta fornminne      |
| Täby 252:1                            | Stensättning                     |              | Täby, Uppland       |            | 59.489362, 18.078545 | 10010402520001 | Ladda upp en bild av detta fornminne      |
| Täby 259:1                            | Stensättning                     |              | Täby, Uppland       |            | 59.478730, 18.087130 | 10010402590001 | Ladda upp en bild av detta fornminne      |
| Täby 259:2                            | Stensättning                     |              | Täby, Uppland       |            | 59.478836, 18.087149 | 10010402590002 | Ladda upp en bild av detta fornminne      |
| Täby 259:3                            | Stensättning                     |              | Täby, Uppland       |            | 59.479071, 18.087898 | 10010402590003 | Ladda upp en bild av detta fornminne      |
| Täby 259:4                            | Stensättning                     |              | Täby, Uppland       |            | 59.478875, 18.088656 | 10010402590004 | Ladda upp en bild av detta fornminne      |
| Täby 259:5                            | Stensättning                     |              | Täby, Uppland       |            | 59.478829, 18.088861 | 10010402590005 | Ladda upp en bild av detta fornminne      |
| Täby 260:1                            | Stensättning                     |              | Täby, Uppland       |            | 59.485858, 18.067382 | 10010402600001 | Ladda upp en bild av detta fornminne      |
| Täby 263:1                            | Stensättning                     |              | Täby, Uppland       |            | 59.486282, 18.075083 | 10010402630001 | Ladda upp en bild av detta fornminne      |
| Täby 264:1                            | Stensättning                     |              | Täby, Uppland       |            | 59.464835, 18.116130 | 10010402640001 | Ladda upp en bild av detta fornminne      |
| Täby 266:1                            | Stensättning                     |              | Täby, Uppland       |            | 59.465657, 18.114161 | 10010402660001 | Ladda upp en bild av detta fornminne      |
| Täby 267:1                            | Stensättning                     |              | Täby, Uppland       |            | 59.484174, 18.097817 | 10010402670001 | Ladda upp en bild av detta fornminne      |
| Täby 268:1                            | Stensättning                     |              | Täby, Uppland       |            | 59.472077, 18.125658 | 10010402680001 | Ladda upp en bild av detta fornminne      |
| Täby 269:1                            | Hög                              |              | Täby, Uppland       |            | 59.472844, 18.125235 | 10010402690001 | Ladda upp en bild av detta fornminne      |
| Täby 270:1                            | Hög                              |              | Täby, Uppland       |            | 59.463223, 18.136029 | 10010402700001 | Ladda upp en bild av detta fornminne      |
| Täby 272:1                            | Stensättning                     |              | Täby, Uppland       |            | 59.482925, 18.053145 | 10010402720001 | Ladda upp en bild av detta fornminne      |
| Täby 279:1                            | Stensättning                     |              | Täby, Uppland       |            | 59.486751, 18.123432 | 10010402790001 | Ladda upp en bild av detta fornminne      |
| Täby 279:2                            | Stensättning                     |              | Täby, Uppland       |            | 59.486878, 18.122904 | 10010402790002 | Ladda upp en bild av detta fornminne      |
| Täby 279:3                            | Stensättning                     |              | Täby, Uppland       |            | 59.486710, 18.122790 | 10010402790003 | Ladda upp en bild av detta fornminne      |
| Täby 279:4                            | Stensättning                     |              | Täby, Uppland       |            | 59.486963, 18.123428 | 10010402790004 | Ladda upp en bild av detta fornminne      |
| Täby 287:1                            | Stensättning                     |              | Täby, Uppland       |            | 59.453889, 18.078284 | 10010402870001 | Ladda upp en bild av detta fornminne      |
| Täby 294:1                            | Stensättning                     |              | Täby, Uppland       |            | 59.483852, 18.073424 | 10010402940001 | Ladda upp en bild av detta fornminne      |
| Täby 295:1                            | Husgrund, förhistorisk/medeltida |              | Täby, Uppland       |            | 59.484942, 18.075940 | 10010402950001 | Ladda upp en bild av detta fornminne      |
| Täby 295:2                            | Husgrund, förhistorisk/medeltida |              | Täby, Uppland       |            | 59.484941, 18.075372 | 10010402950002 | Ladda upp en bild av detta fornminne      |
| Täby 297:1                            | Gravfält                         |              | Täby, Uppland       |            | 59.493805, 17.998047 | 10010402970001 | Ladda upp en bild av detta fornminne      |
| Täby 300:1                            | Gravfält                         |              | Täby, Uppland       |            | 59.483879, 18.125931 | 10010403000001 | Ladda upp en bild av detta fornminne      |
| Täby 309:2                            | Stensättning                     |              | Täby, Uppland       |            | 59.482481, 18.049764 | 10010403090002 | Ladda upp en bild av detta fornminne      |
| Täby 312:1                            | Stensättning                     |              | Täby, Uppland       |            | 59.483153, 18.110681 | 10010403120001 | Ladda upp en bild av detta fornminne      |
| Täby 329:1                            | Stensättning                     |              | Täby, Uppland       |            | 59.471300, 18.126733 | 10010403290001 | Ladda upp en bild av detta fornminne      |
| Täby 329:3                            | Stensättning                     |              | Täby, Uppland       |            | 59.471193, 18.126465 | 10010403290003 | Ladda upp en bild av detta fornminne      |
| Täby 334:1                            | Husgrund, förhistorisk/medeltida |              | Täby, Uppland       |            | 59.468471, 18.114387 | 10010403340001 | Ladda upp en bild av detta fornminne      |
| Täby 334:2                            | Husgrund, förhistorisk/medeltida |              | Täby, Uppland       |            | 59.468252, 18.114034 | 10010403340002 | Ladda upp en bild av detta fornminne      |
| Täby 337:1                            | Stensättning                     |              | Täby, Uppland       |            | 59.472254, 18.121708 | 10010403370001 | Ladda upp en bild av detta fornminne      |
| Täby 339:1                            | Stensättning                     |              | Täby, Uppland       |            | 59.468954, 18.113413 | 10010403390001 | Ladda upp en bild av detta fornminne      |
| Täby 339:2                            | Stensättning                     |              | Täby, Uppland       |            | 59.468834, 18.113384 | 10010403390002 | Ladda upp en bild av detta fornminne      |
| Täby 340:1                            | Gravfält                         |              | Täby, Uppland       |            | 59.457905, 18.110035 | 10010403400001 | Ladda upp en bild av detta fornminne      |
| Täby 349:1                            | Stensättning                     |              | Täby, Uppland       |            | 59.498266, 17.986737 | 10010403490001 | Ladda upp en bild av detta fornminne      |
| Täby 351:1                            | Gravfält                         |              | Täby, Uppland       |            | 59.501076, 18.016669 | 10010403510001 | Ladda upp en bild av detta fornminne      |
| Täby 352:1                            | Grav markerad av sten/block      |              | Täby, Uppland       |            | 59.484362, 18.015382 | 10010403520001 | Ladda upp en bild av detta fornminne      |
| Täby 353:1                            | Stensättning                     |              | Täby, Uppland       |            | 59.485712, 18.011931 | 10010403530001 | Ladda upp en bild av detta fornminne      |
| Täby 360:1                            | Stensättning                     |              | Täby, Uppland       |            | 59.490608, 18.065355 | 10010403600001 | Ladda upp en bild av detta fornminne      |
| Täby 363:1                            | Stensättning                     |              | Täby, Uppland       |            | 59.480073, 18.039926 | 10010403630001 | Ladda upp en bild av detta fornminne      |
| Täby 364:1                            | Gravfält                         |              | Täby, Uppland       |            | 59.480067, 18.032396 | 10010403640001 | Ladda upp en bild av detta fornminne      |
| Täby 365:1                            | Gravfält                         |              | Täby, Uppland       |            | 59.499132, 18.037766 | 10010403650001 | Ladda upp en bild av detta fornminne      |
| Täby 373:1                            | Röse                             |              | Täby, Uppland       |            | 59.467919, 18.098604 | 10010403730001 | Ladda upp en bild av detta fornminne      |
| Täby 373:2                            | Stensättning                     |              | Täby, Uppland       |            | 59.467788, 18.098806 | 10010403730002 | Ladda upp en bild av detta fornminne      |
| Täby 373:3                            | Stensättning                     |              | Täby, Uppland       |            | 59.467978, 18.098264 | 10010403730003 | Ladda upp en bild av detta fornminne      |
| Täby 373:4                            | Stensättning                     |              | Täby, Uppland       |            | 59.468122, 18.098255 | 10010403730004 | Ladda upp en bild av detta fornminne      |
| Täby 394:1                            | Stensättning                     |              | Täby, Uppland       |            | 59.483843, 18.115853 | 10010403940001 | Ladda upp en bild av detta fornminne      |
| Täby 395:1                            | Stensättning                     |              | Täby, Uppland       |            | 59.485201, 18.114615 | 10010403950001 | Ladda upp en bild av detta fornminne      |
| Täby 395:2                            | Stensättning                     |              | Täby, Uppland       |            | 59.485224, 18.114776 | 10010403950002 | Ladda upp en bild av detta fornminne      |
| Täby 395:3                            | Stensättning                     |              | Täby, Uppland       |            | 59.485215, 18.114983 | 10010403950003 | Ladda upp en bild av detta fornminne      |
| Täby 396:1                            | Stensättning                     |              | Täby, Uppland       |            | 59.485872, 18.113994 | 10010403960001 | Ladda upp en bild av detta fornminne      |
| Täby 414:1                            | Gravfält                         |              | Täby, Uppland       |            | 59.475774, 18.053961 | 10010404140001 | Ladda upp en bild av detta fornminne      |
| Täby 421:1                            | Gravfält                         |              | Täby, Uppland       |            | 59.480654, 18.087805 | 10010404210001 | Ladda upp en bild av detta fornminne      |
| Täby 422:1                            | Stensättning                     |              | Täby, Uppland       |            | 59.479674, 18.087541 | 10010404220001 | Ladda upp en bild av detta fornminne      |
| Täby 443:1                            | Stridsvärn                       |              | Täby, Uppland       |            | 59.482847, 18.064992 | 10010404430001 | Ladda upp en bild av detta fornminne      |
| Långabacken/ Kvarntorpet (Täby 459:1) | Lägenhetsbebyggelse              |              | Täby, Uppland       |            | 59.472804, 18.054415 | 10010404590001 | Ladda upp en bild av detta fornminne      |
| Täby 468:1                            | Stensättning                     |              | Täby, Uppland       |            | 59.468154, 18.002849 | 10010404680001 | Ladda upp en bild av detta fornminne      |
| Täby 468:2                            | Stensättning                     |              | Täby, Uppland       |            | 59.468091, 18.003222 | 10010404680002 | Ladda upp en bild av detta fornminne      |
| Täby 468:3                            | Stensättning                     |              | Täby, Uppland       |            | 59.468043, 18.002930 | 10010404680003 | Ladda upp en bild av detta fornminne      |
| Täby 468:4                            | Stensättning                     |              | Täby, Uppland       |            | 59.468100, 18.003444 | 10010404680004 | Ladda upp en bild av detta fornminne      |
| Täby 477                              | Gravfält                         |              | Täby, Uppland       |            | 59.471074, 18.059856 | 12000000002762 | Ladda upp en bild av detta fornminne      |
| Täby 478                              | Hällristning                     |              | Täby, Uppland       |            | 59.474446, 18.000698 | 12000000014215 | Ladda upp en bild av detta fornminne      |
| Täby 479                              | Hällristning                     |              | Täby, Uppland       |            | 59.474471, 18.000796 | 12000000014256 | Ladda upp en bild av detta fornminne      |
| Täby 480                              | Hällristning                     |              | Täby, Uppland       |            | 59.474363, 18.000792 | 12000000014258 | Ladda upp en bild av detta fornminne      |
| Täby 482                              | Hällristning                     |              | Täby, Uppland       |            | 59.475051, 18.046347 | 12000000014557 | Ladda upp en bild av detta fornminne      |
| Täby 488                              | Grav- och boplatsområde          |              | Täby, Uppland       |            | 59.491071, 18.047285 | 12000000030194 | Ladda upp en bild av detta fornminne      |
| Täby 492                              | Stensättning                     |              | Täby, Uppland       |            | 59.489180, 18.044664 | 12000000034734 | Ladda upp en bild av detta fornminne      |
| Täby 493                              | Stensättning                     |              | Täby, Uppland       |            | 59.489384, 18.044771 | 12000000034735 | Ladda upp en bild av detta fornminne      |
| Täby 539                              | Stensättning                     |              | Täby, Uppland       |            | 59.471545, 18.001286 | 12000000065498 | Ladda upp en bild av detta fornminne      |
| Täby 554                              | Gravfält                         |              | Täby, Uppland       |            | 59.491680, 18.048307 | 12000000079604 | Ladda upp en bild av detta fornminne      |
| Täby 555                              | Hällristning                     |              | Täby, Uppland       |            | 59.450190, 18.080490 | 12000000081264 | Ladda upp en bild av detta fornminne      |
| Täby 558                              | Stensättning                     |              | Täby, Uppland       |            | 59.466056, 17.998882 | 12000000082434 | Ladda upp en bild av detta fornminne      |
| Täby 559                              | Stensättning                     |              | Täby, Uppland       |            | 59.466052, 17.998918 | 12000000082435 | Ladda upp en bild av detta fornminne      |
| Täby 563                              | Stensättning                     |              | Täby, Uppland       |            | 59.452693, 18.003363 | 12000000082443 | Ladda upp en bild av detta fornminne      |
| Täby 564                              | Stensättning                     |              | Täby, Uppland       |            | 59.452727, 18.003545 | 12000000082444 | Ladda upp en bild av detta fornminne      |
| Täby 565                              | Stensättning                     |              | Täby, Uppland       |            | 59.452760, 18.003899 | 12000000082445 | Ladda upp en bild av detta fornminne      |
| Täby 579                              | Stensättning                     |              | Täby, Uppland       |            | 59.473524, 18.059626 | 12000000087634 | Ladda upp en bild av detta fornminne      |
| Täby 593                              | Röse                             |              | Täby, Uppland       |            | 59.455425, 18.026478 | 12000000111272 | Ladda upp en bild av detta fornminne      |
| Täby 594                              | Röse                             |              | Täby, Uppland       |            | 59.455344, 18.026451 | 12000000111273 | Ladda upp en bild av detta fornminne      |
| Fresta 227:1                          | Stensättning                     |              | Täby, Uppland       |            | 59.508317, 18.001437 | 10001902270001 | Ladda upp en bild av detta fornminne      |
| Fresta 227:4                          | Stensättning                     |              | Täby, Uppland       |            | 59.508409, 18.001649 | 10001902270004 | Ladda upp en bild av detta fornminne      |

## Östra Ryd
| Namn            | Lämningstyp  | Tillkomsttid | Historisk indelning | Plats | Läge                 | ID-nr          | Bild                                 |
| --------------- | ------------ | ------------ | ------------------- | ----- | -------------------- | -------------- | ------------------------------------ |
| Östra Ryd 58:1  | Gravfält     |              | Östra Ryd, Uppland  |       | 59.468418, 18.149783 | 10012600580001 | Ladda upp en bild av detta fornminne |
| Östra Ryd 60:1  | Gravfält     |              | Östra Ryd, Uppland  |       | 59.466682, 18.148877 | 10012600600001 | Ladda upp en bild av detta fornminne |
| Östra Ryd 65:1  | Stensättning |              | Östra Ryd, Uppland  |       | 59.469139, 18.150779 | 10012600650001 | Ladda upp en bild av detta fornminne |
| Östra Ryd 232:1 | Röse         |              | Östra Ryd, Uppland  |       | 59.468084, 18.145396 | 10012602320001 | Ladda upp en bild av detta fornminne |